# Silja Serenade
Le Silja Serenade est un cruise-ferry de la compagnie finlandaise Silja Line. Construit de 1989 à 1990 par les chantiers Masa Yards de Turku, il est à sa livraison le plus grand ferry du monde. Mis en service en novembre 1990, il est affecté aux lignes reliant la Finlande à la Suède.

## Histoire

### Origines et construction
Tout au long des années 1980, les consortiums rivaux Silja Line et Viking Line se livrent une concurrence acharnée sur les lignes maritimes reliant la Finlande à la Suède. Depuis la mise en service des premiers cruise-ferries de Viking Line en 1980, les deux transporteurs ont pris part à une guerre du tonnage et du luxe qui a vu la construction de navires toujours plus imposants et confortables. Au milieu de la décennie, Silja Line dispose alors de la flotte la plus performante avec les jumeaux Finlandia et Silvia Regina naviguant entre Helsinki et Stockholm et les sister-ships Svea et Wellamo entre Turku, Mariehamn et Stockholm. Cependant, dès 1985, Viking Line riposte avec la mise en service entre Helsinki et Stockholm du Mariella et de l‘Olympia, présentant des caractéristiques similaires. Alors que la compagnie aux bateaux rouges envisage également de renforcer sa flotte entre Turku, Mariehamn et Stockholm, Effoa et Johnson Line, les propriétaires de la flotte Silja Line, décident de la construction d'une nouvelle paire de cruise-ferries destinée à remplacer le Finlandia et le Silvia Regina et de surpasser les navires de Viking Line. 
Commandés aux chantiers Wärtsilä de Turku, qui s'étaient précédemment occupés de la construction du Finlandia et du Silvia Regina, les futurs navires vont être conçus pour être bien plus imposants et plus luxueux que leurs prédécesseurs. Affichant des dimensions sans précédent avec une longueur de plus de 200 mètres et un tonnage avoisinant les 60 000 tonneaux, soit presque deux fois le tonnage du Mariella, ils se singularisent également avec une conception bien plus proche de celle d'un navire de croisières que d'un ferry. Ils intègrent en effet dans leur architecture un couloir intérieur, appelé « Promenade », qui est aménagé le long de son axe central sur presque toute la longueur du navire et s'étendant aussi sur plusieurs étages, permettant entre autres d'offrir un plus grand nombre de cabines disposant de fenêtre. Cette promenade est l'élément central du navire, donnant accès à la majorité des bars et restaurants ainsi que des boutiques. Cet aménagement révolutionnaire inspirera par ailleurs la conception des futurs paquebots de la compagnie Royal Caribbean. Du côté des installations, outre les classique bars, restaurants et boutiques s'ajoutent des locaux inédits tels qu'un bar panoramique. Dotés d'une majorité de cabines disposant d'un hublot, donnant sur la mer ou sur la promenade, ils sont également équipés de suites, dont certaines disposant d'une véranda. 
Le contrat de construction du premier navire baptisé Silja Serenade, est signé entre Effoa et les chantiers Wärtsilä le 26 octobre 1987 et le navire est ensuite mis sur cale le 29 mai 1989. En octobre 1989 cependant, les chantiers Wärtsilä de Turku font faillite, la construction du navire prend alors du retard, mais se poursuit grâce à la reprise du site par Masa Yards. Le 6 novembre 1989, le Silja Serenade est lancé prématurément afin de laisser sa place à un autre navire dans la cale sèche. Le 2 avril 1990, il est baptisé en présence de sa marraine, l'actrice de théâtre finno-suédoise Birgitta Ulfsson. Devant initialement être livré en mai 1990, le Silja Serenade ne sera finalement achevé qu'au mois de novembre, ce qui posera problème à Silja Line qui avait déjà cédé en prévision le Finlandia à l'armateur danois DFDS. En attendant l'arrivée du Silja Serenade, la compagnie finlandaise déploiera le Wellamo entre Helsinki et Stockholm. Après avoir réalisé une première série d'essais en mer le 6 septembre et une deuxième le 12 octobre, le navire est finalement livré à EffJohn (nouvelle entité issue de la fusion d'Effoa et de Johnson Line) le 15 novembre 1990.

### Service
Après avoir quitté les chantiers de Turku le 15 novembre, le Silja Serenade est présenté au public à Helsinki et à Tallinn. Le 17 novembre dans la soirée, il quitte Helsinki pour son premier voyage à destination de Stockholm. Rejoint en mai 1991 par son sister-ship le Silja Symphony, ils sont alors les plus grands et les plus luxueux cruise-ferries du monde et gagnent immédiatement un immense succès auprès de la clientèle finlandaise et suédoise. Ce succès incitera Silja Line à effectuer des travaux à bord des deux navires afin d'augmenter leur capacité d'emport. 
En mars 1993, Silja Line réceptionne le cruise-ferry géant Silja Europa qui était initialement destiné à naviguer sous les couleurs du concurrent Viking Line qui n'a toutefois pas pu se porter acquéreur du navire en raison des difficultés financières d'un de ses actionnaires. L'arrivée de ce nouveau navire entre Helsinki et Stockholm entraine le déplacement du Silja Serenade entre Turku, Mariehamn et Stockholm à la place du Silja Festival. Cependant, le navire se révèlera difficilement manœuvrable dans l’archipel de Turku, ce qui conduira finalement à son retour entre Helsinki et Stockholm dès 1995, échangeant ainsi son affectation avec le Silja Europa. 

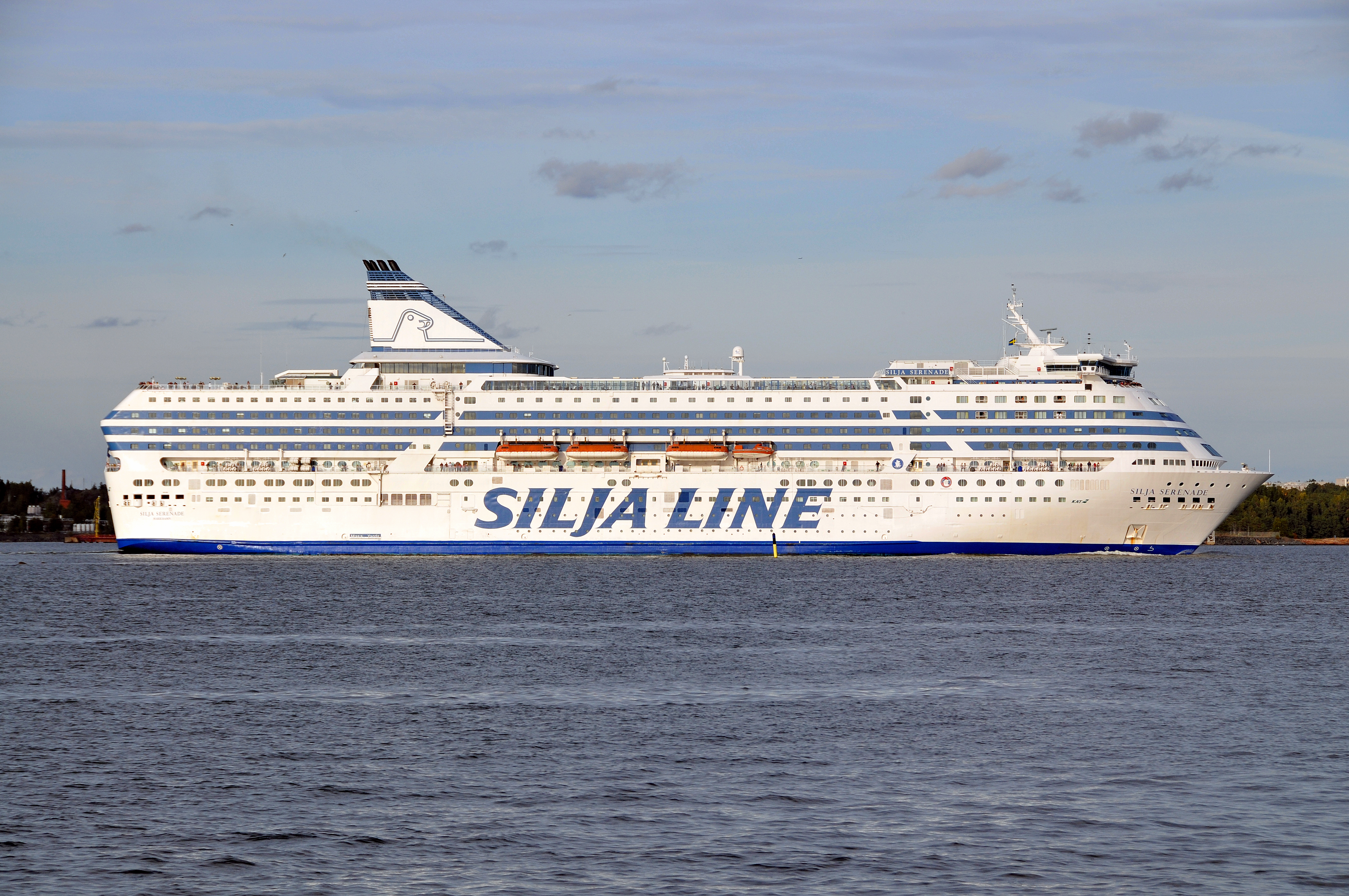
Le Silja Serenade à Helsinki.

En raison d'une loi de l'Union européenne interdisant la vente d'articles détaxés sur les lignes entre deux pays de l'espace Schengen, le Silja Serenade et son jumeau réalisent à partir de juillet 1999 une escale à Mariehamn, située sur le territoire autonome d'Åland, à chaque traversée. Le statut particulier de ce territoire finlandais permet ainsi aux compagnies de continuer à proposer des tarifs hors taxes au sein des boutiques.
Le 6 février 2004, le navire est impliqué dans une collision avec un petit ferry aux alentours de l'île de Ljusterö. Les deux navires ne s'en tireront cependant qu'avec peu de dégâts.
En 2006, ses aménagements intérieurs sont modernisés au cours de son arrêt technique. Cette même année, Silja Line est rachetée par la compagnie estonienne Tallink qui devient propriétaire de la marque et de la flotte. Malgré cet évènement, l'affectation du navire et de son jumeau reste inchangée. 
Le 16 juin 2011, alors que le Silja Serenade vient de quitter Stockholm, un incendie se déclare dans la salle des machines. Alors que le navire fait demi-tour pour rentrer au port, l'équipage s'affaire à combattre le feu qui est rapidement éteint. Le cruise-ferry quittera finalement la Suède plus tard dans la soirée. 
Au cours de son arrêt technique effectué à Turku du 11 au 23 novembre 2018, le navire bénéficie d'une importante réfection au niveau des locaux communs et des cabines. La décoration intérieure est modernisée et de nouvelles moquettes sont ajoutées.
À partir du mois de mars 2020, les services de Tallink sont perturbés en raison des restrictions dues à la crise sanitaire provoquée par la pandémie de Covid-19. Immobilisé, le Silja Serenade est dans un premier temps désarmé à Helsinki. Malgré le rétablissement progressif de la situation, la ligne reliant Helsinki à Stockholm demeure suspendue. Le navire reprend toutefois du service à partir du mois de juin entre Helsinki et Tallinn puis à partir du 26 juin sur une liaison inédite reliant Helsinki à Riga en Lettonie. À l'issue de la saison estivale, le navire est immobilisé.

## Aménagements
Le Silja Serenade possède 14 ponts. Les locaux passagers se situent sur la totalité des ponts 5 à 12 ainsi que sur une partie des ponts 13 et 2. Ceux de l'équipage occupent principalement les ponts 3 et 4, de part et d'autre du garage.

### Locaux communs
Le Silja Serenade est équipé d'un grand nombre d'installations d'une qualité semblable à celles d'un navire de croisières. Situées en grande majorité sur les ponts 6 et 7, elles comptent six espaces de restauration, un bar-spectacle, un bar discothèque, un pub, un casino ainsi que la fameuse promenade centrale courant sur presque toute la longueur et autour de laquelle se regroupent la plupart des points de vente. Ces installations ont été rénovées à plusieurs reprises, notamment 2018.
Depuis la refonte de 2018, les installations du cruise-ferry sont organisés de la manière suivantes :
- Starlight Palace : vaste bar-spectacle sur deux étages situé sur les ponts 7 et 8 vers l'avant du navire.
- Sea View Lounge : bar à l'ambiance plus intimiste situé à l'avant pont 8 ;
- Sea Pub : pub traditionnel situé à l'arrière du navire sur le pont 7 ;
- New York Club & Lounge : bar-discothèque panoramique situé sur le pont 13 sous la cheminée ;
- Coffee & Co : coffee shop utilisant la franchise Starbucks sur le pont 7 vers l'arrière ;
- Grande Buffet : restaurant buffet situé au pont 6 à l'arrière du navire ;
- Tavolàta Ristorante Italiano : restaurant à la carte proposant une cuisine d'inspiration italienne situé au pont 6 ;
- Grill House : restaurant grill situé au milieu du navire sur le pont 7 ;
- Happy Lobster : restaurant à la carte situé proposant des menus à base de la pêche du jour au milieu arrière du pont 7 ;
- Bon Vivant : restaurant à thèmes situé au niveau de la promenade sur le pont 7 ;
- Fast Lane : cafétéria ouverte 24 heures sur 24 située sur le pont 7 au centre ;

En plus de ces installations, le Silja Serenade dispose d'une vaste galerie marchande sur le pont 6 composée d'un supermarché hors-taxe ainsi que d'une parfumerie et d'une boutique de vêtements sur le pont 7. Un centre de conférences se trouve à l'avant du pont 6 et un sauna et un centre de bien-être sur le pont 12 à l'arrière.

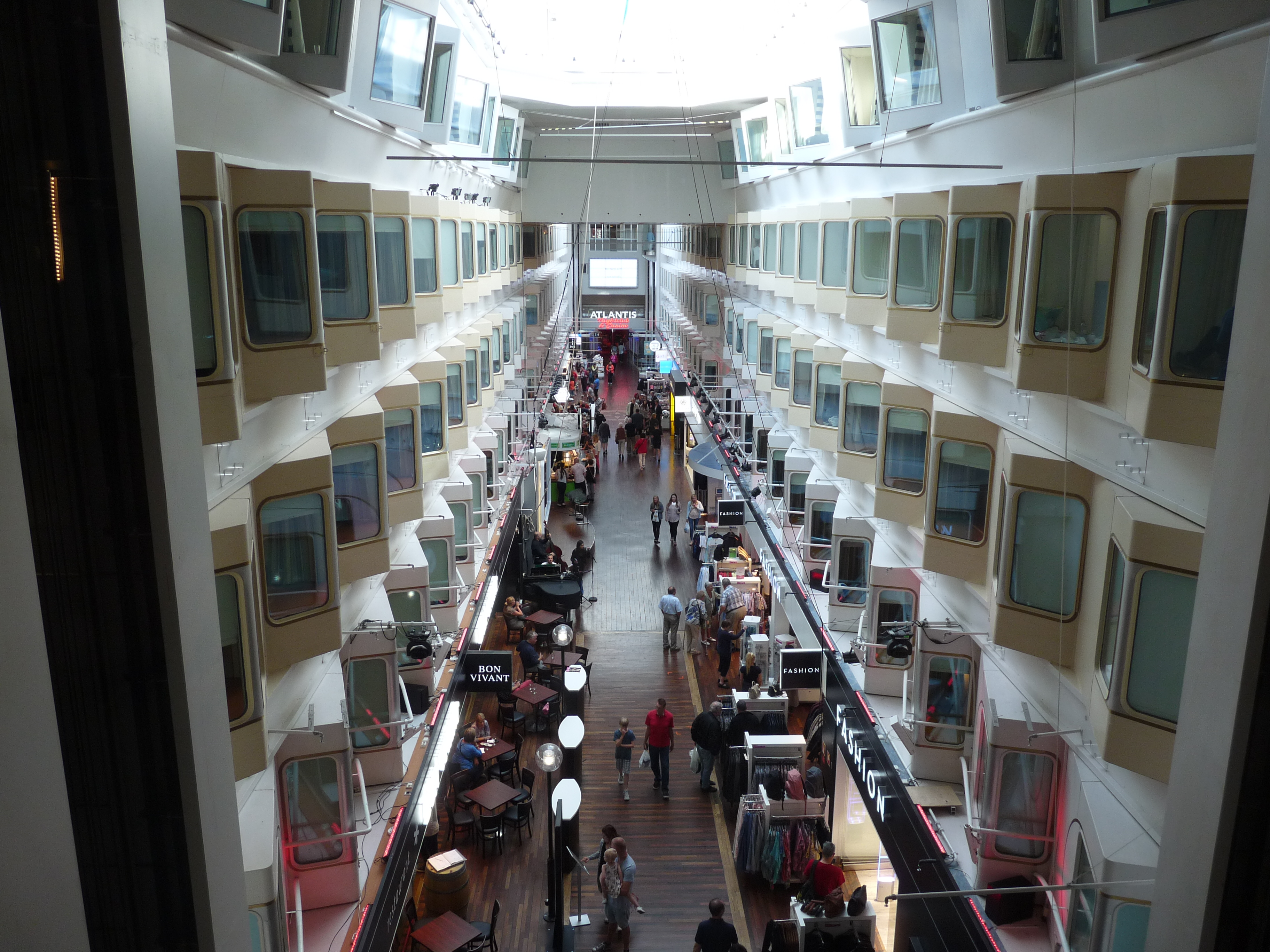
Promenade centrale vue d'en haut.
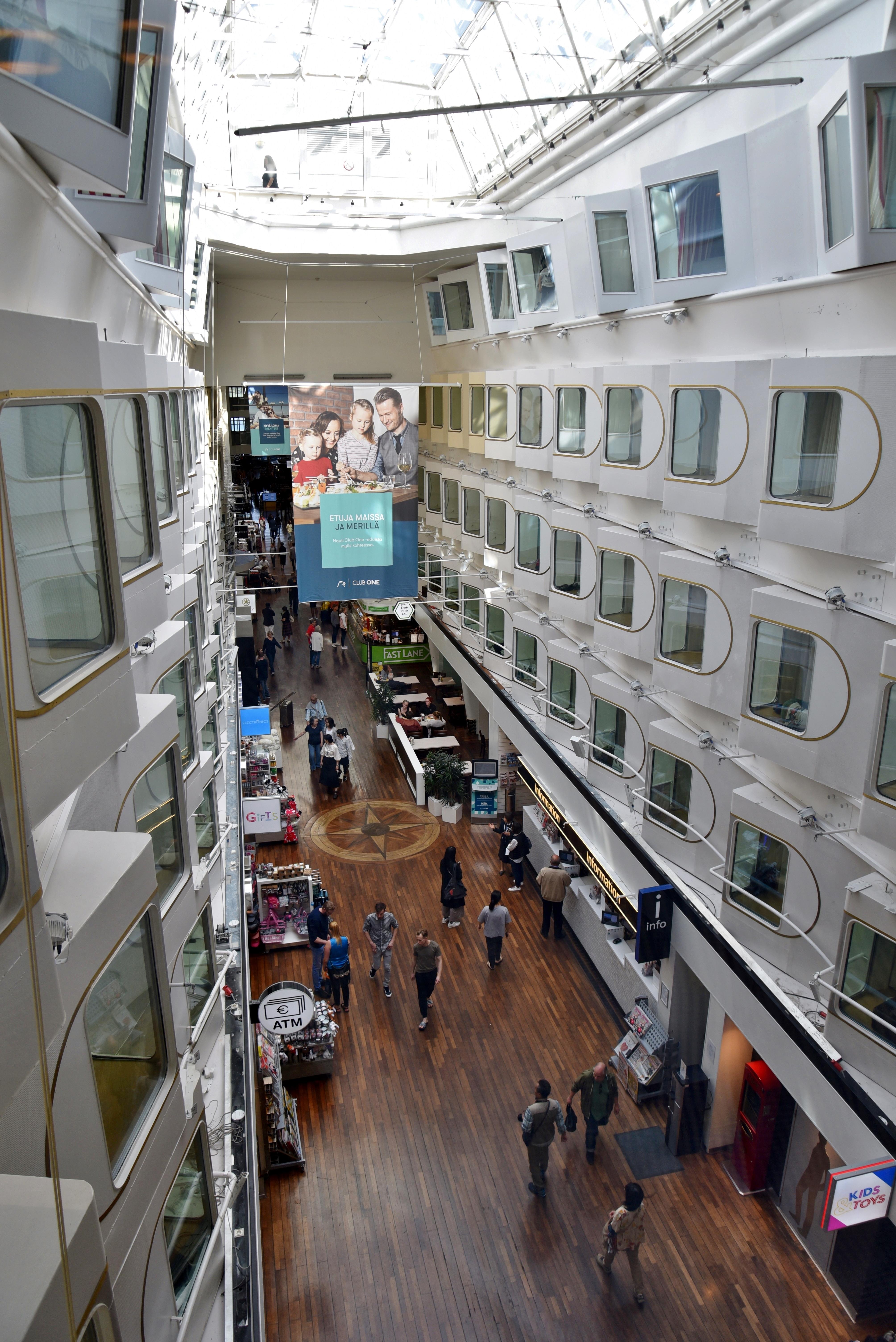
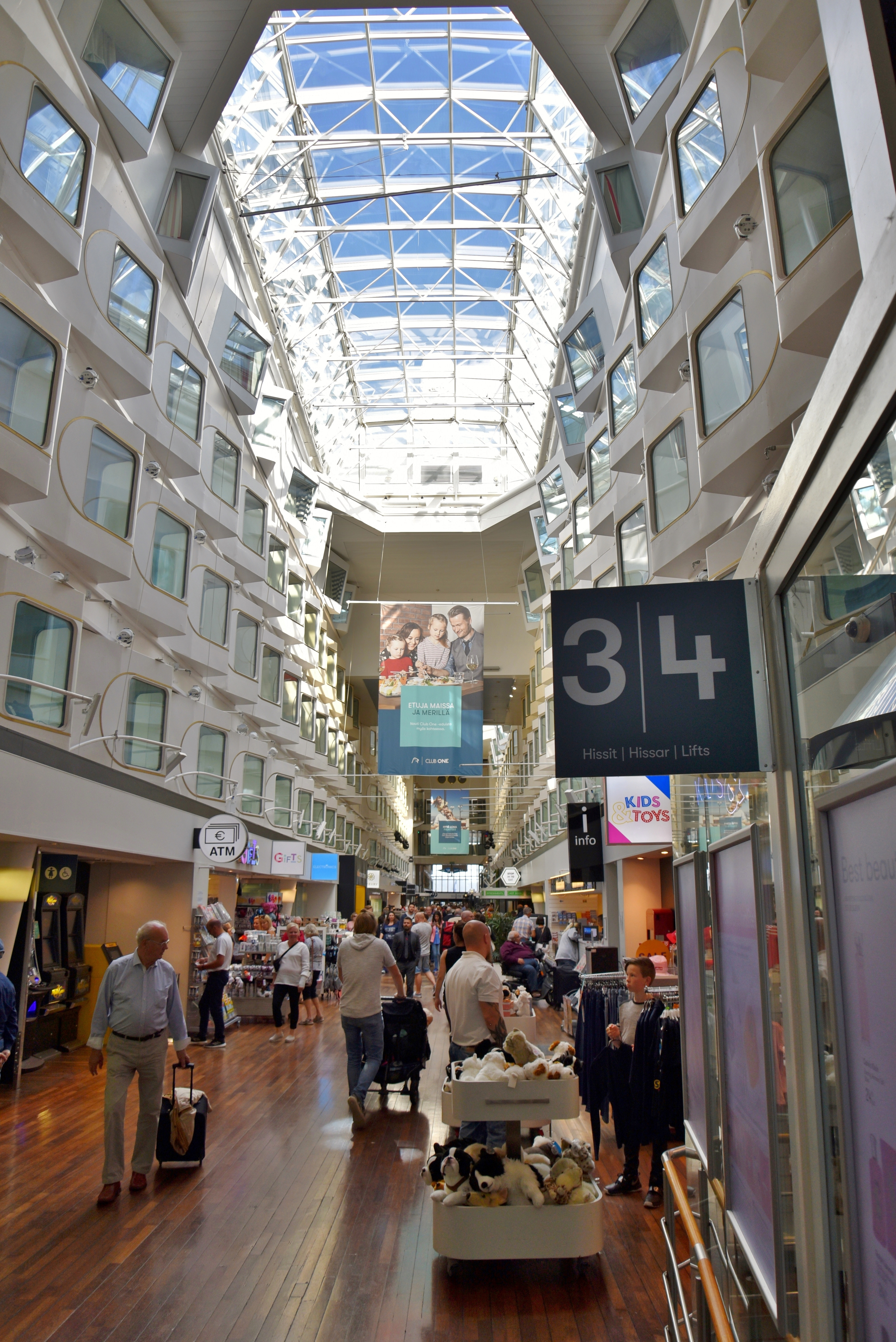
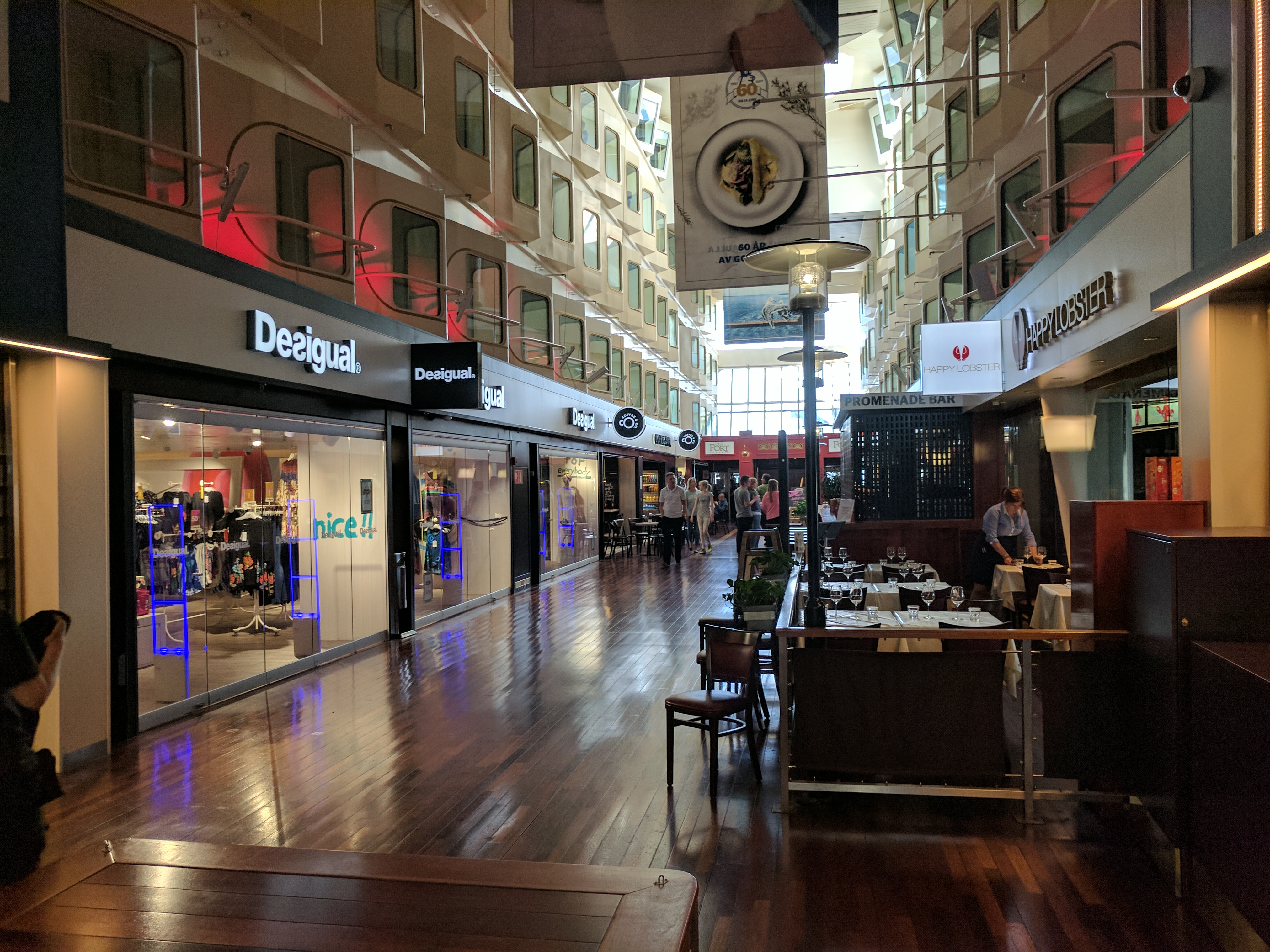
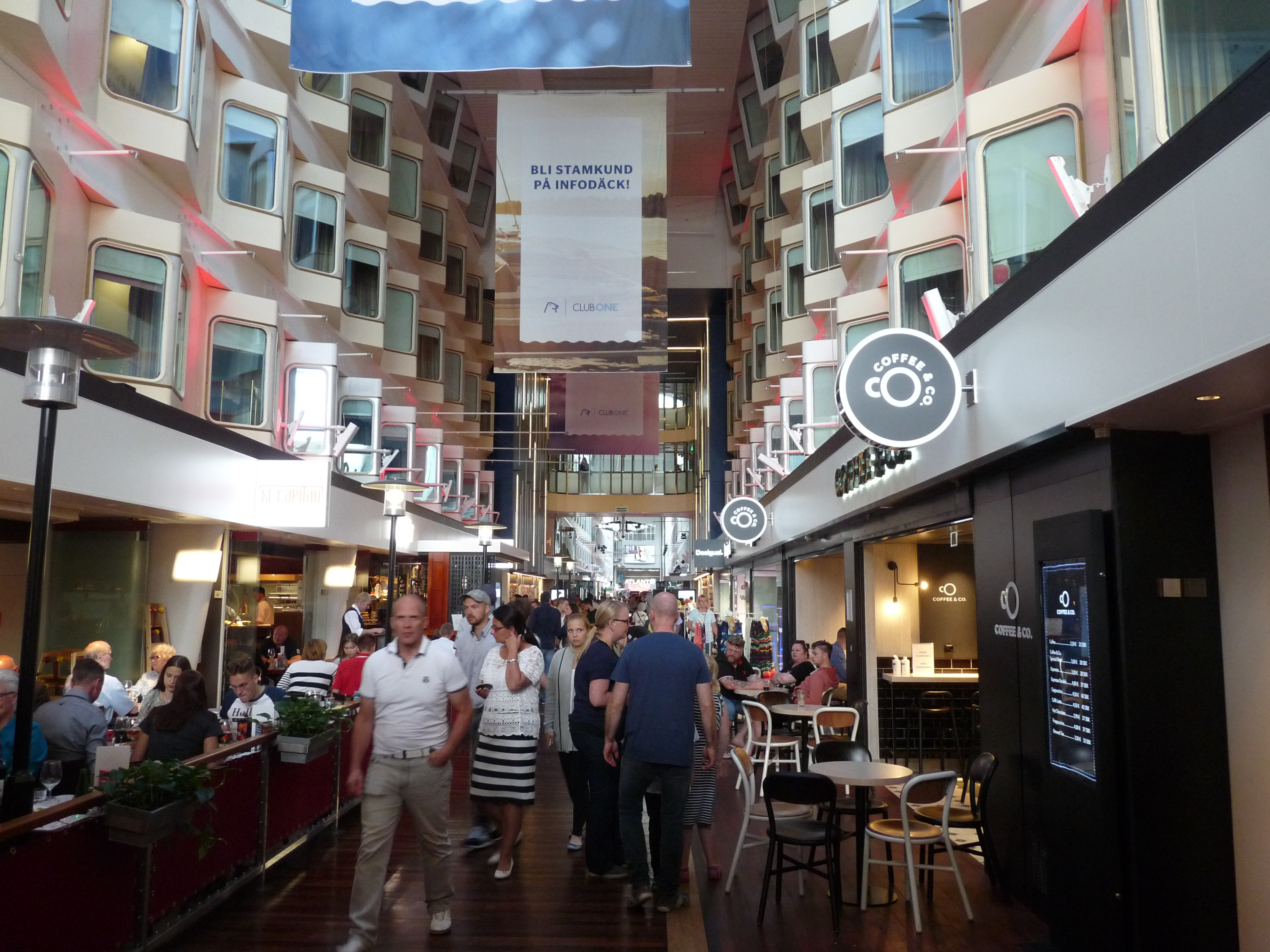
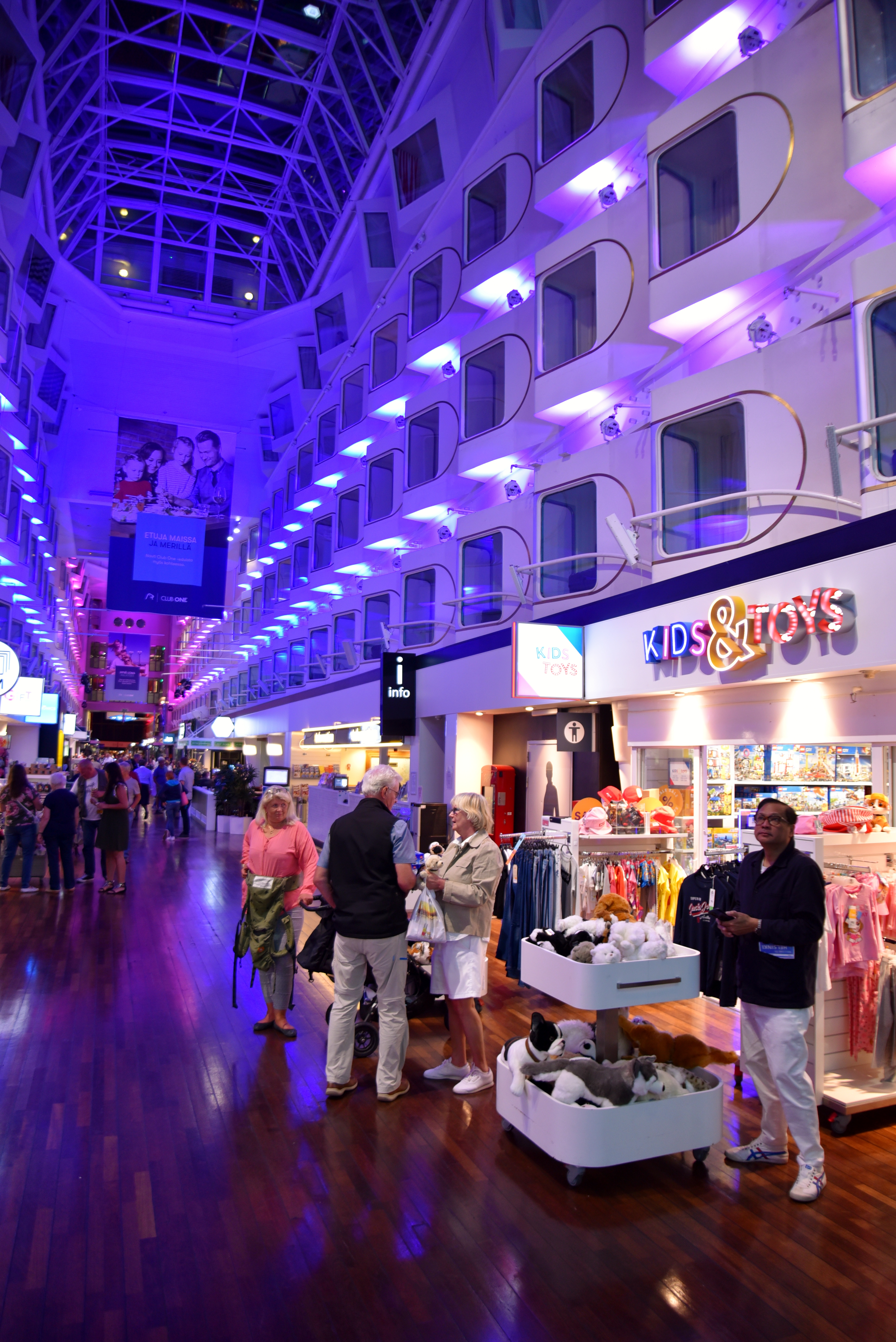
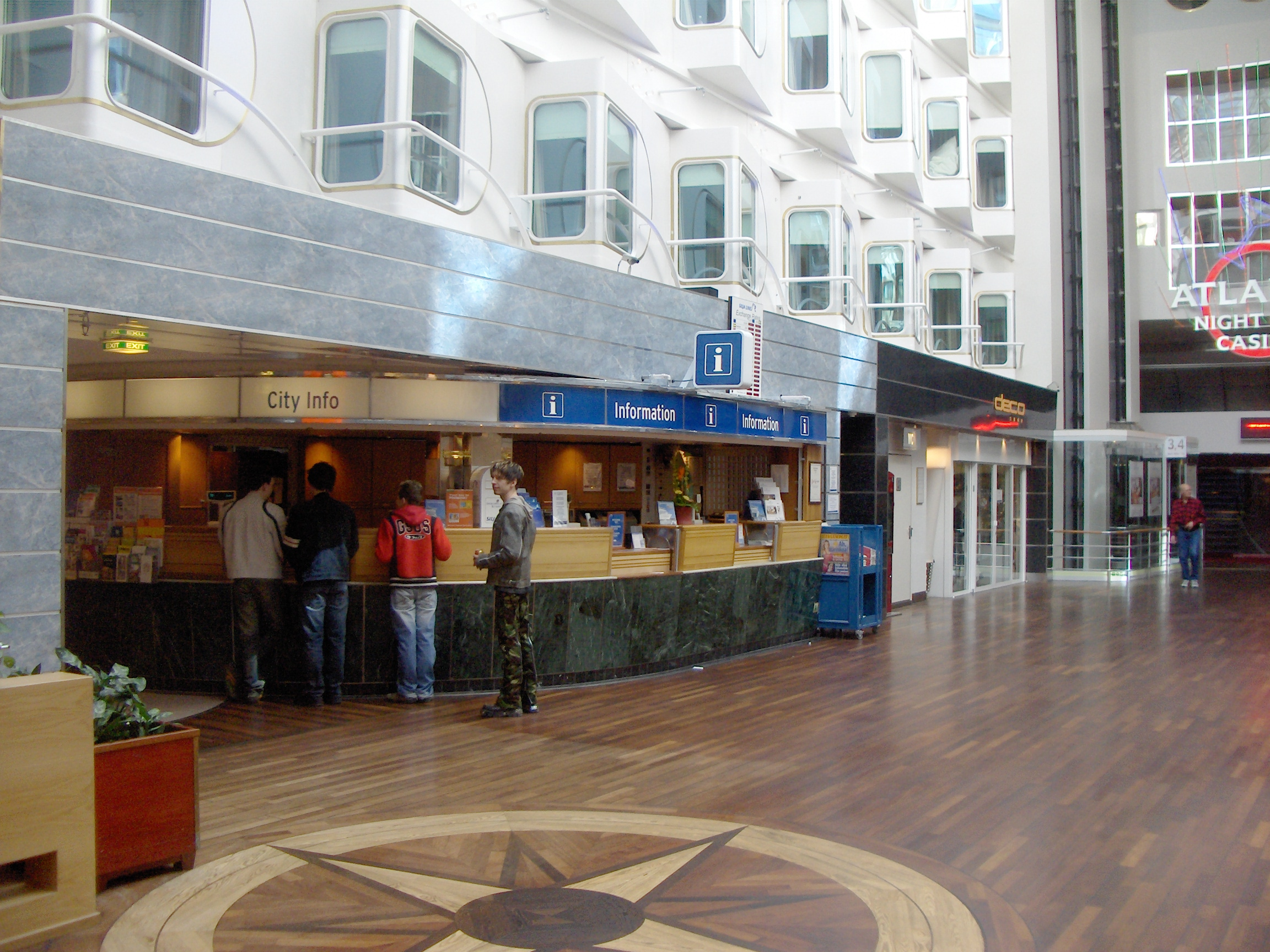
Bureau informations sur le pont 7.
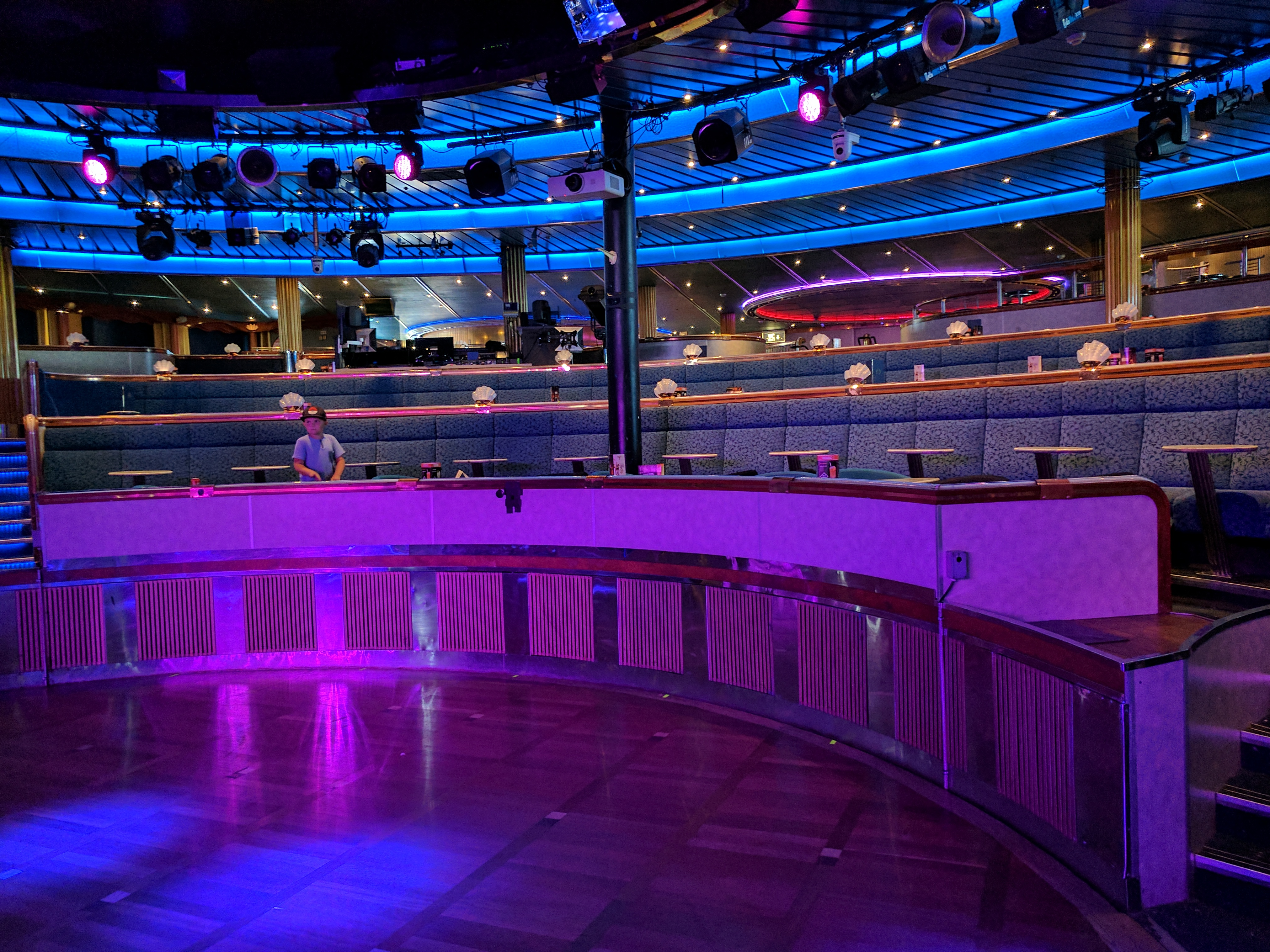
Bar-spectacle Starlight.
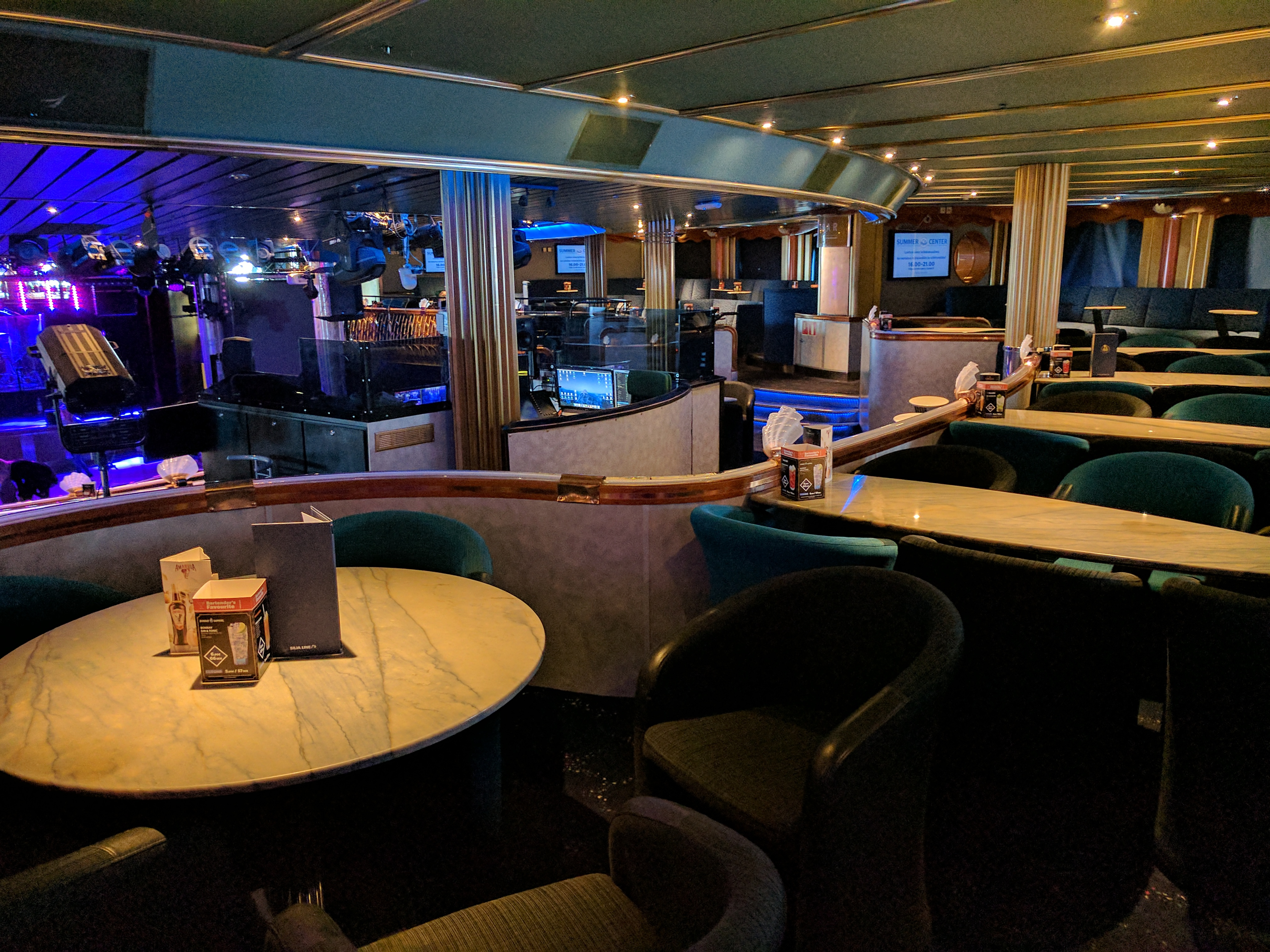
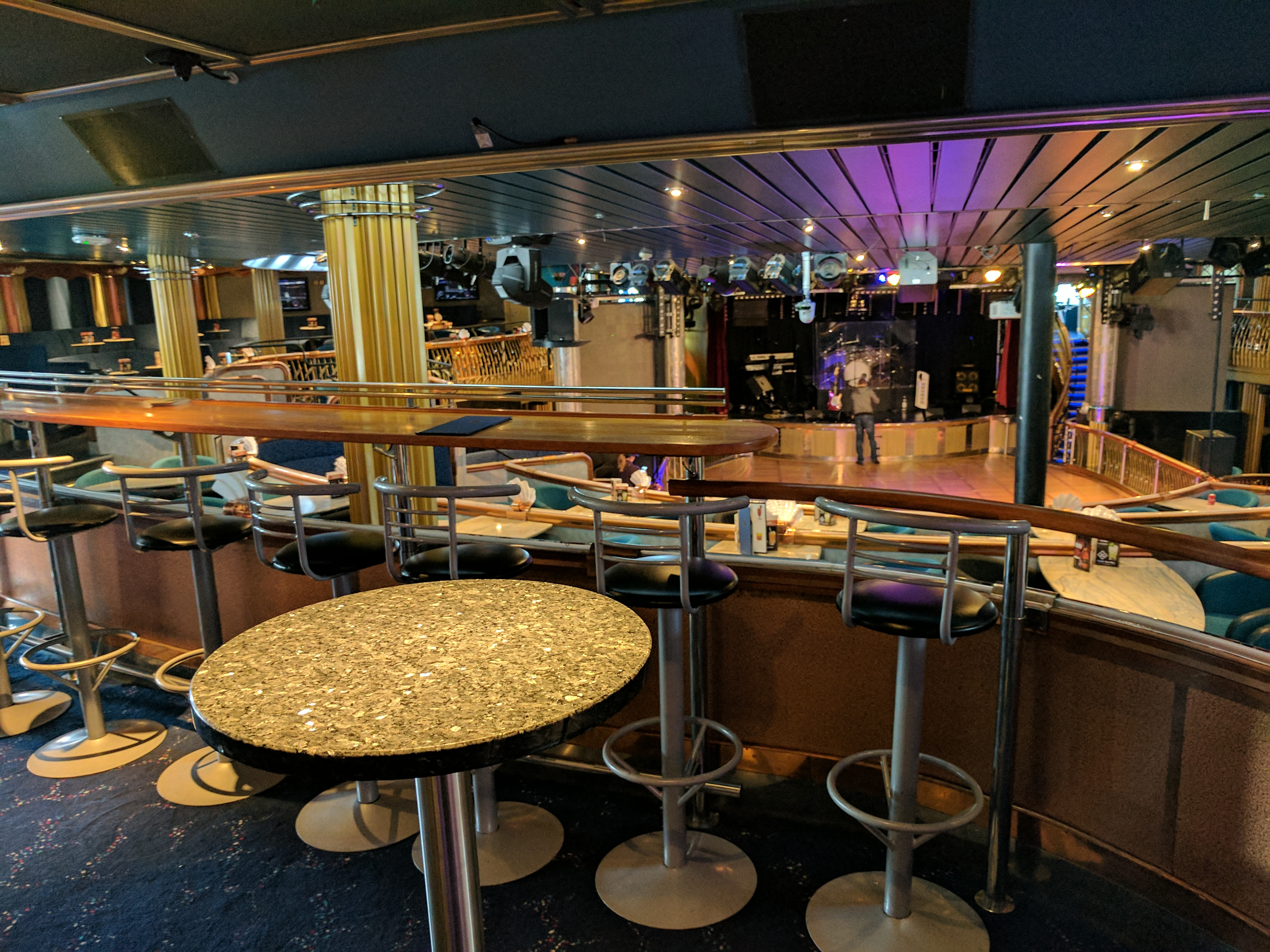
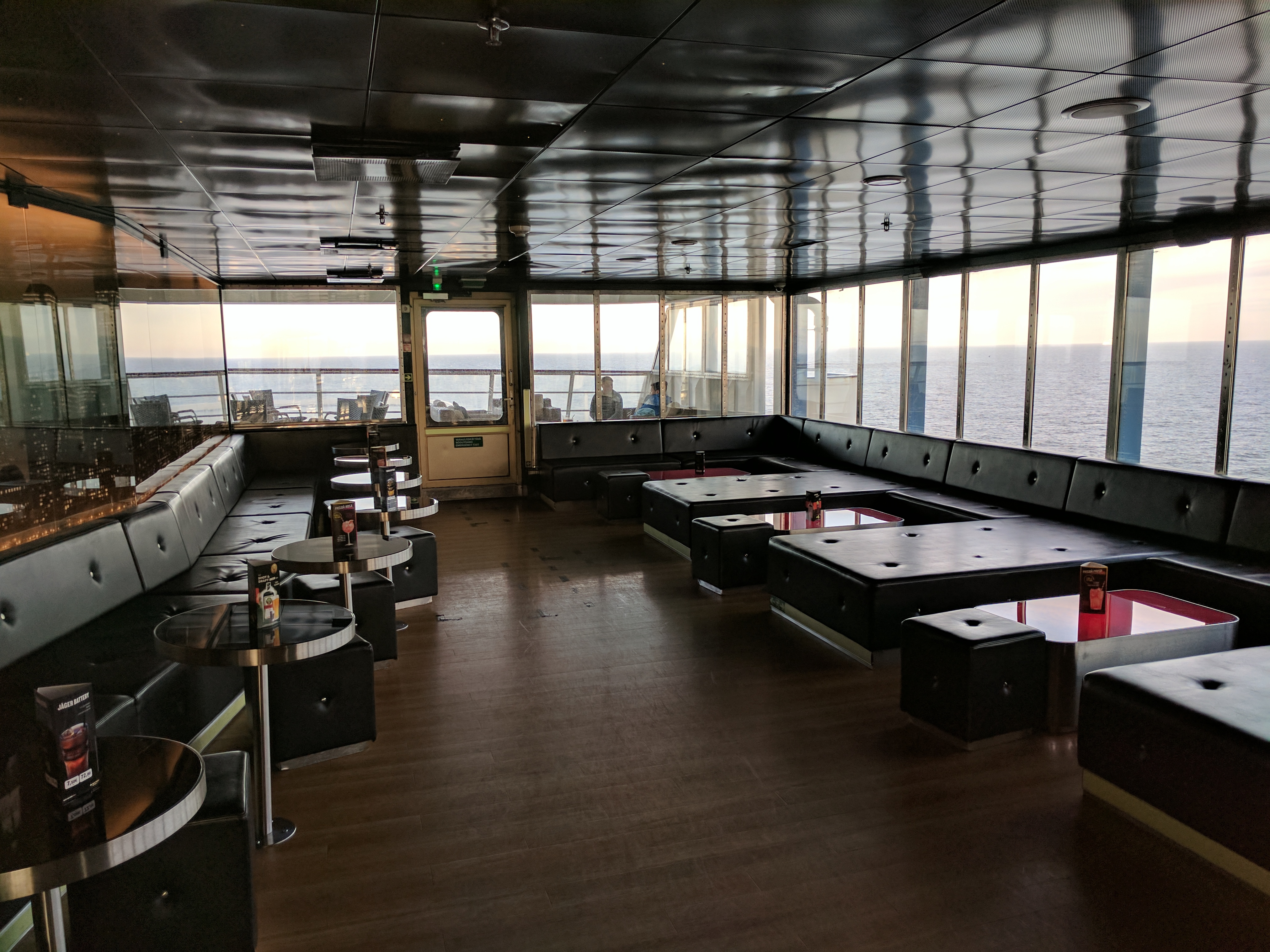
New York Club & Lounge
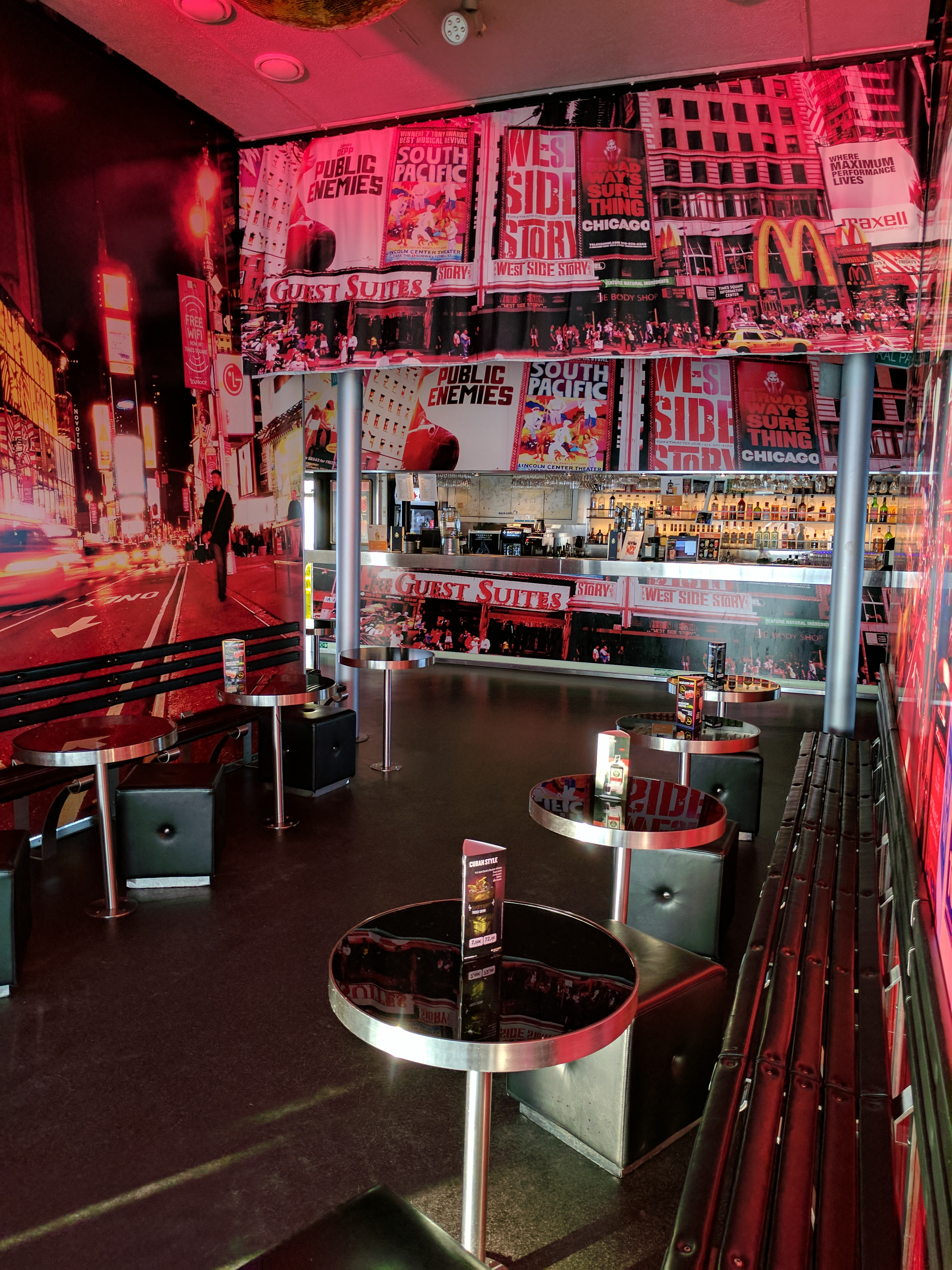
New York Club & Lounge

### Cabines
Le Silja Serenade possède 986 cabines situées sur les ponts 5, 8, 9, 10, 11 et 2. Les cabines standards, internes ou externes, sont équipées de deux à quatre couchettes ainsi que de la télévision et de sanitaires comprenant douche, WC et lavabo. Certaines d'entre elles disposent d'un grand lit à deux places. Le navire propose également des suites offrant des prestations variables comme des vérandas pour les plus confortables. Des cabines accessibles aux personnes à mobilité réduite ou aux animaux sont aussi présentes. La majorité des cabines sont équipées d'un hublot, donnant soit sur l'extérieur, soit sur la promenade centrale. Depuis quelques années, certaines cabines sont décorées à l'effigie du personnage populaire finlandais Moomin.

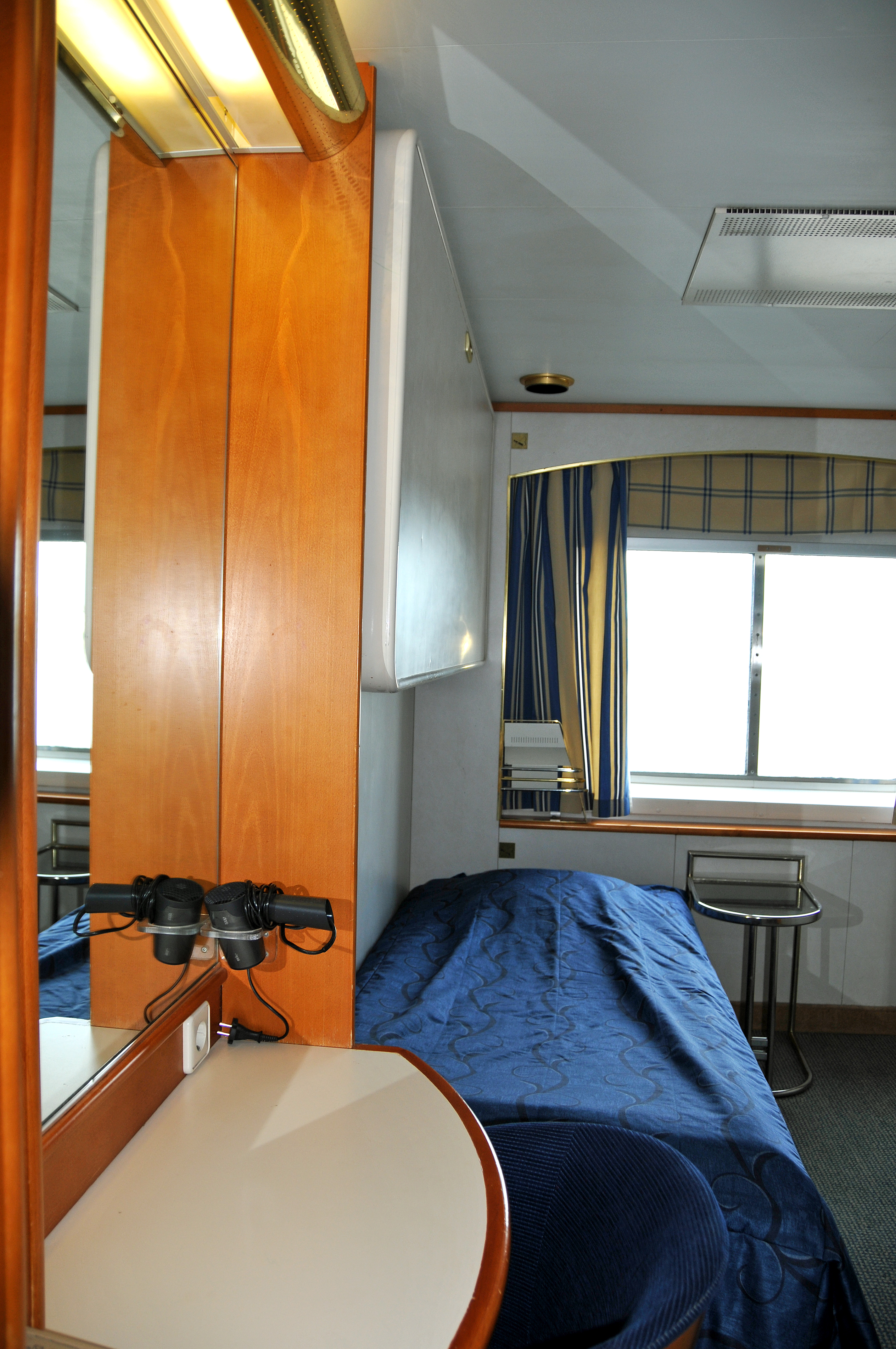
Cabine extérieure standard.
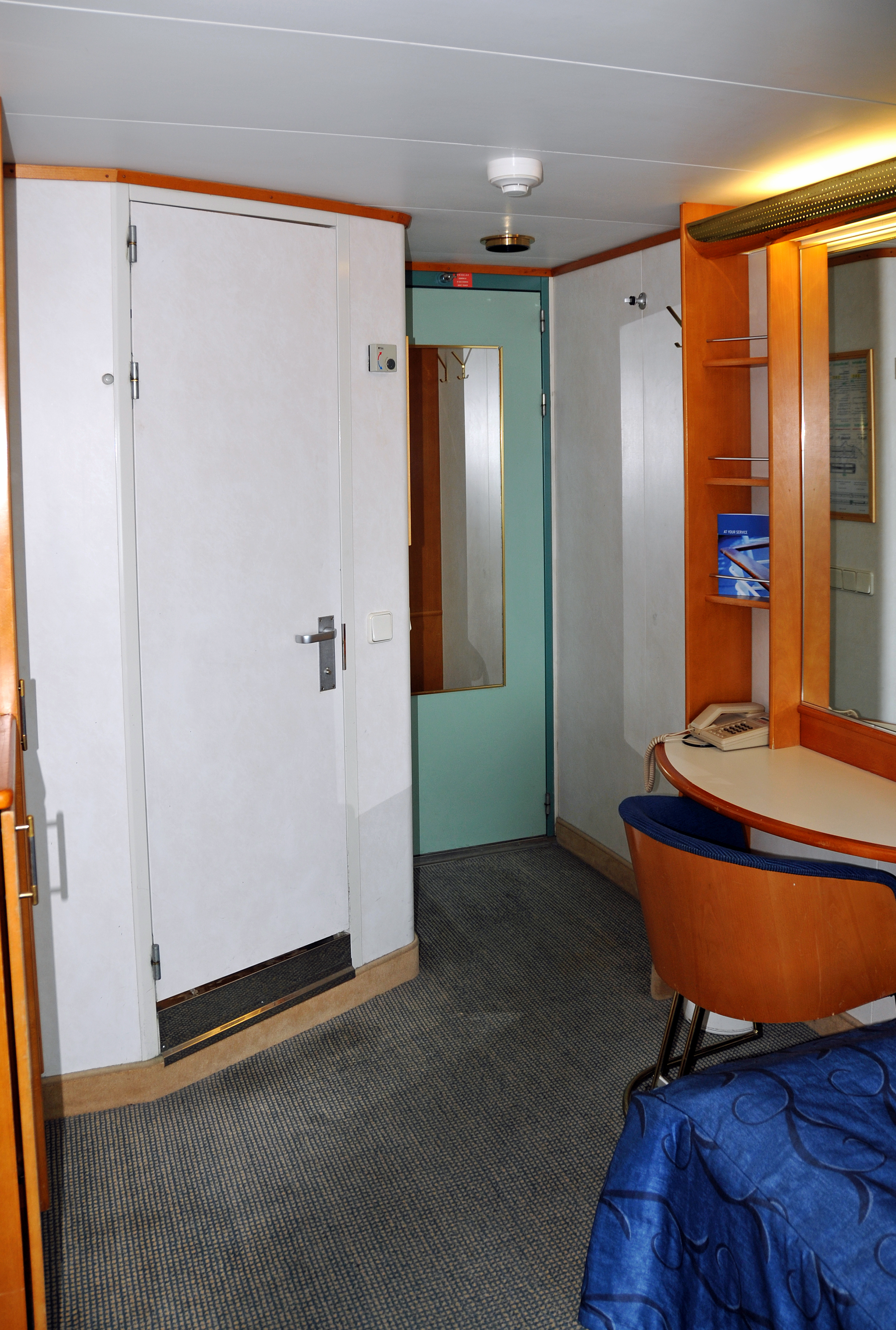
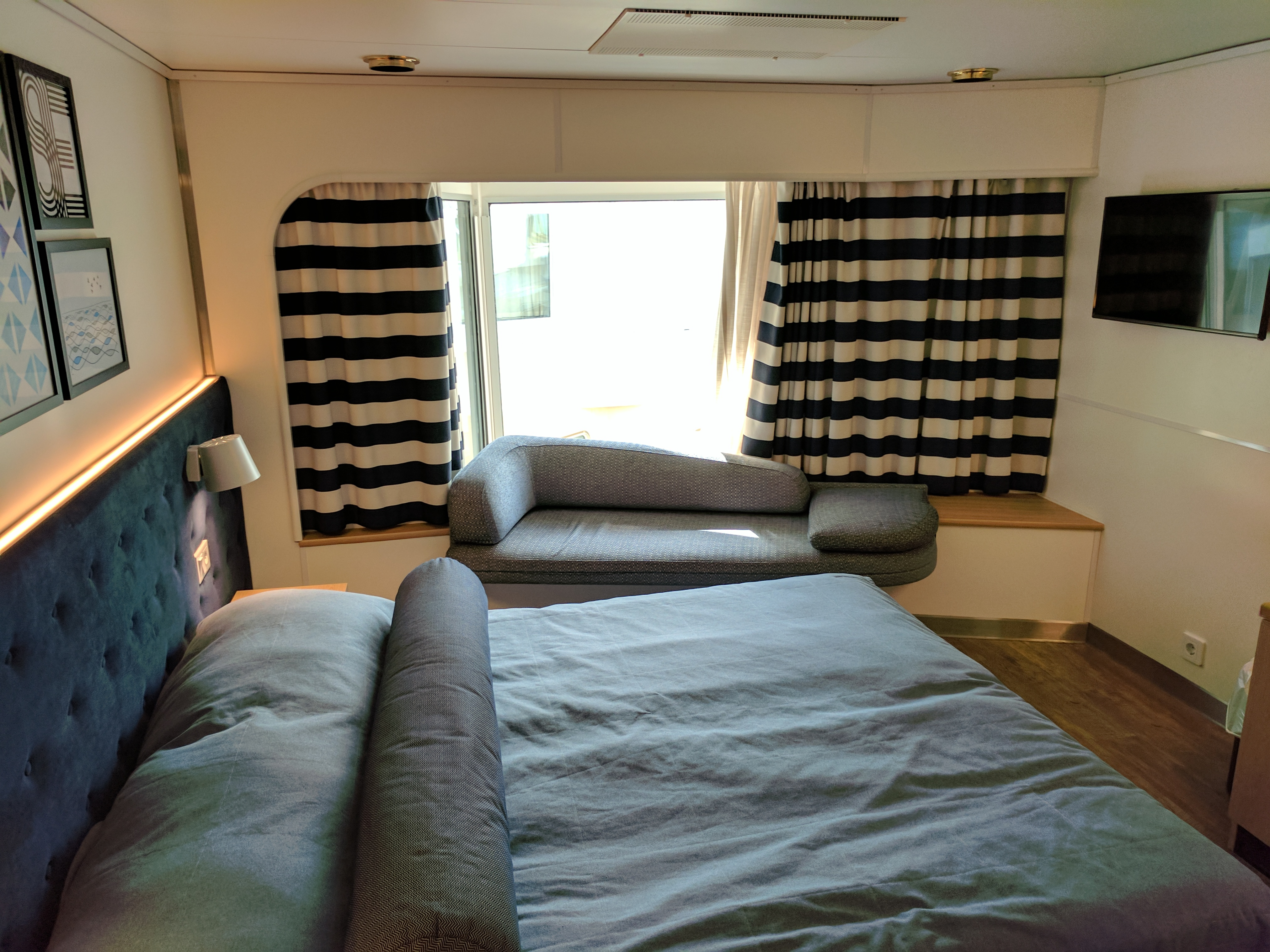
Cabine équipée d'un grand lit avec hublot donnant sur la promenade.
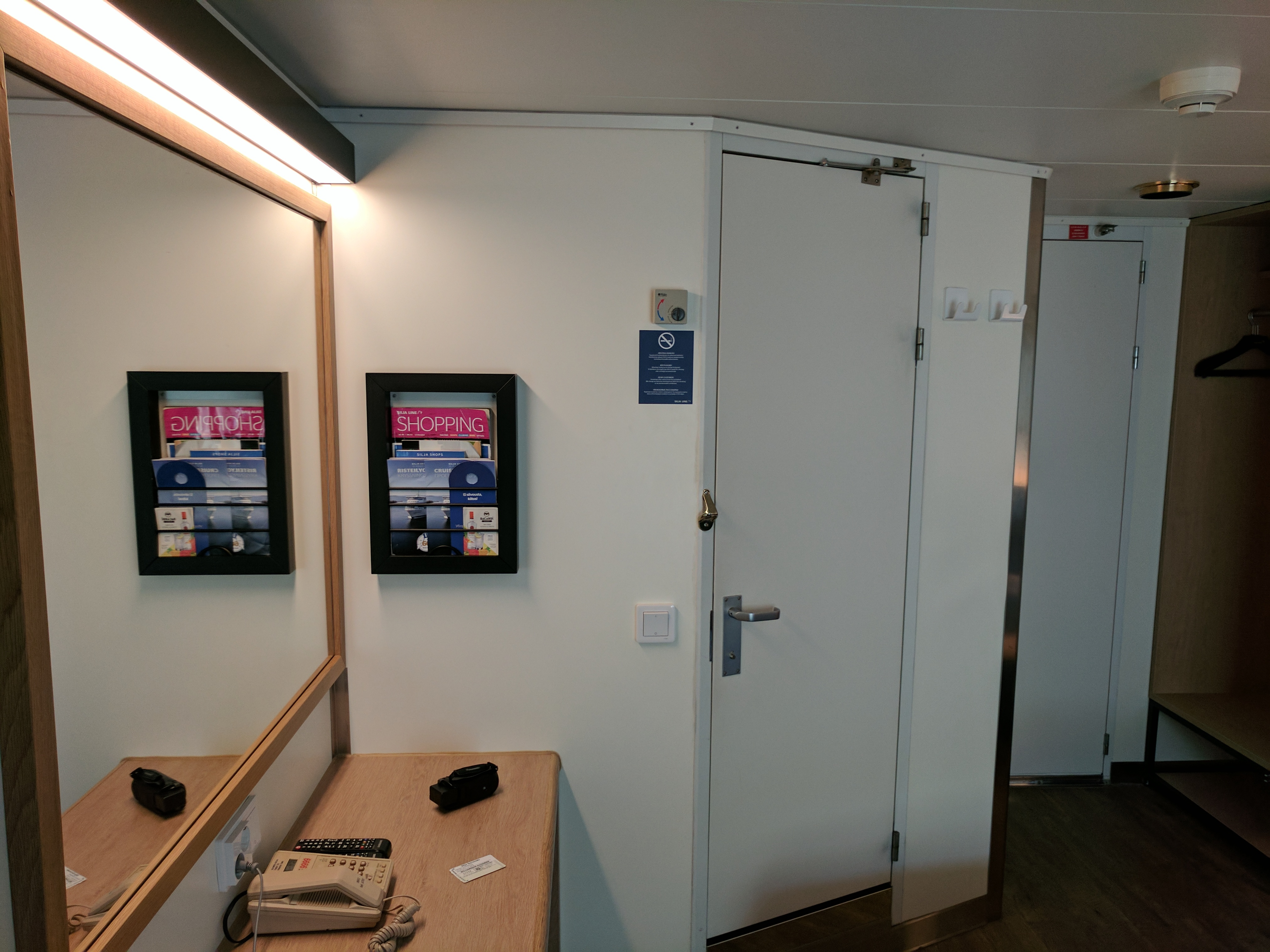
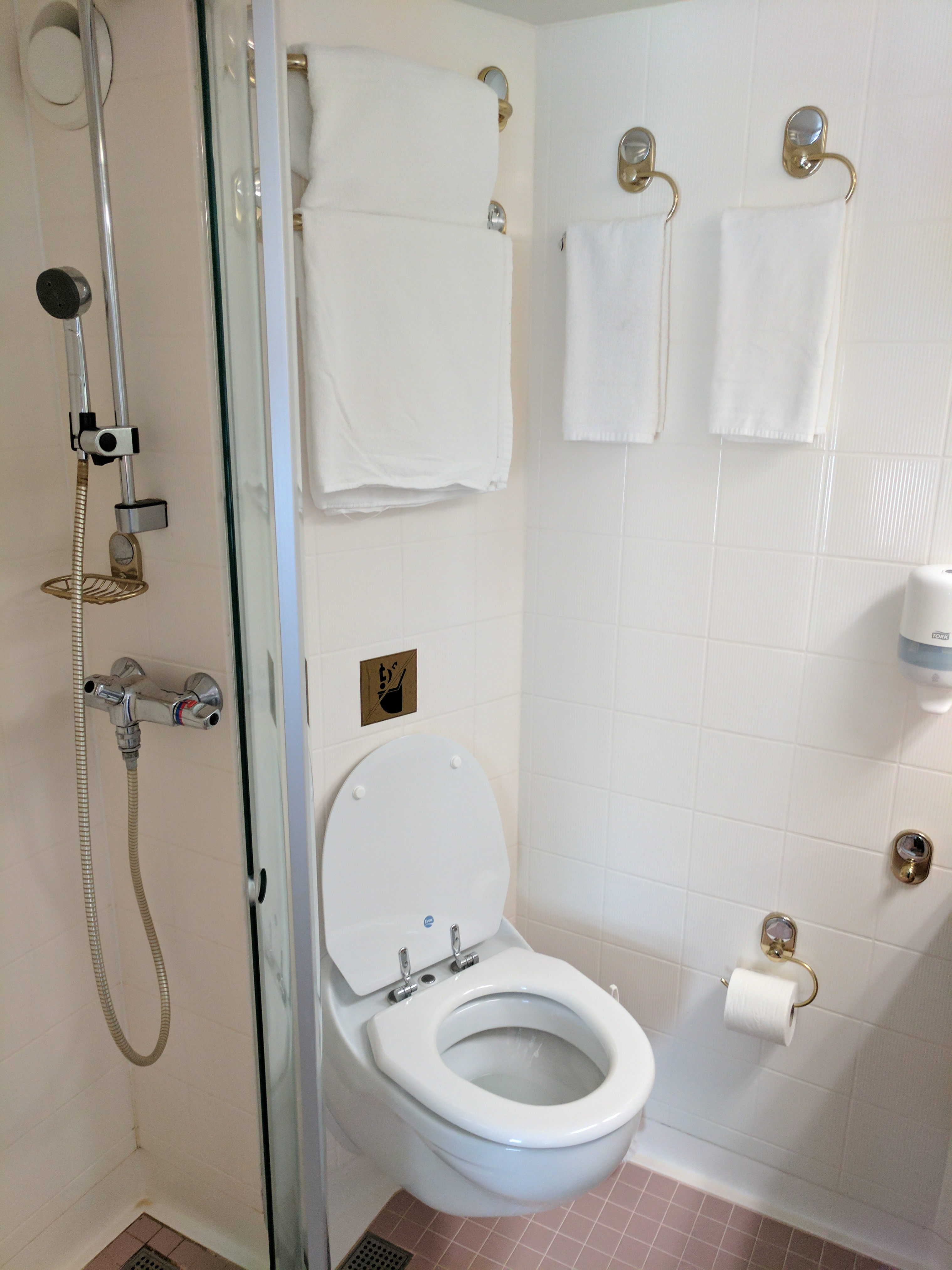
Coin sanitaire.
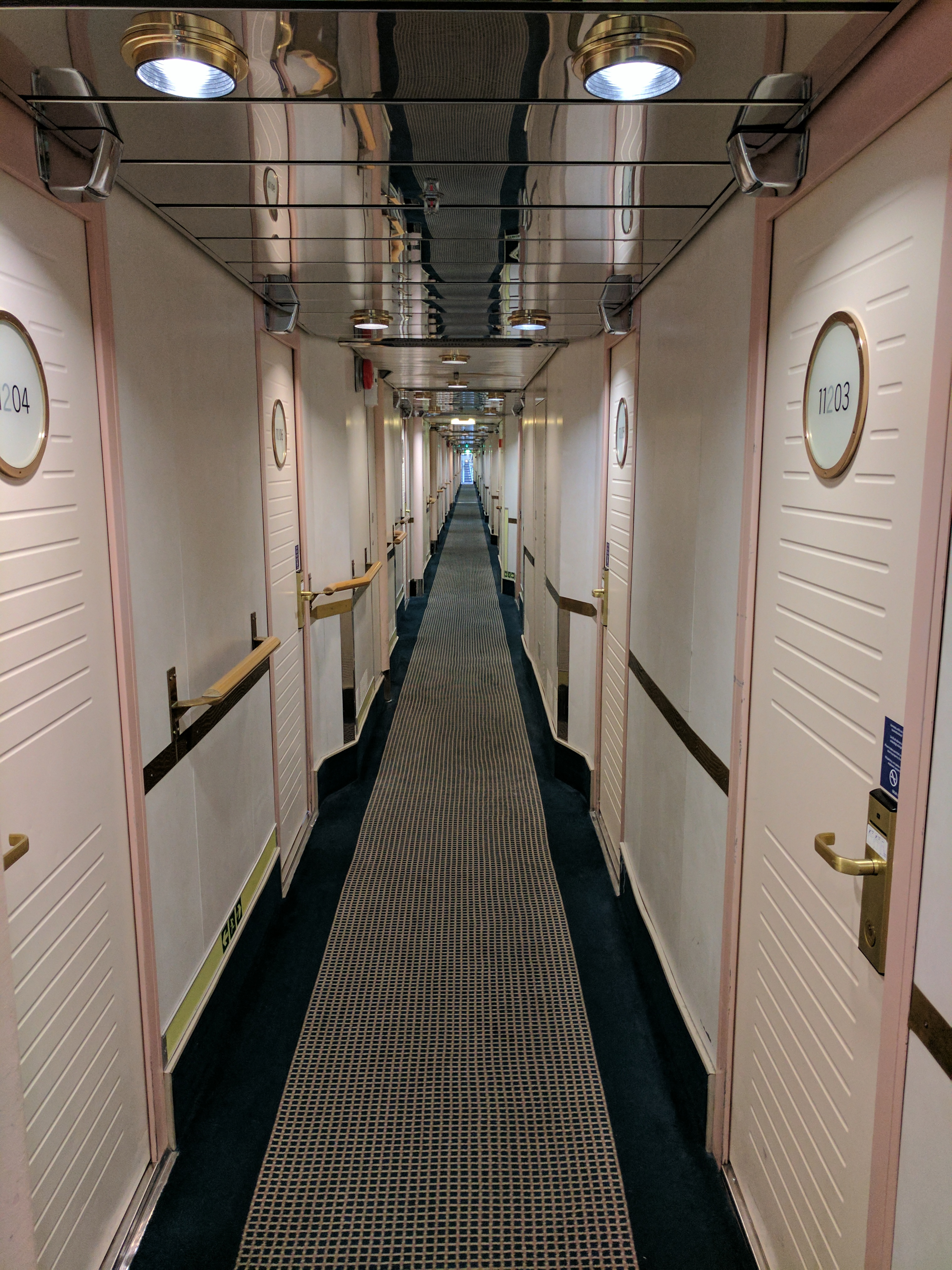
Coursive des cabines du pont 11.

## Caractéristiques
Le Silja Serenade mesure 203,03 mètres de long pour 31,93 mètres de large et son tonnage est de 58 376 UMS. Le navire avait à l'origine une capacité de 2 500 passagers avant que celle-ci ne soit portée dans un premier temps à 2 670 en 1992 puis finalement à 2 852 en 2014. Il est pourvu d'un garage de 932 mètres linéaires pouvant accueillir 410 véhicules répartis sur deux niveaux. Le garage est accessible par une porte rampe située à l'arrière et une porte rampe avant. La propulsion est assurée par quatre moteurs diesels Wärtsilä-Vasa 9R46 développant une puissance de 32 580 kW entraînant deux hélices à pas variable faisant filer le bâtiment à une vitesse de 21,5 nœuds. Le Silja Serenade possède six embarcations de sauvetage fermées de grande taille, trois sont situées de chaque côté vers l'arrière du navire. Elles sont complétées par une embarcation de secours et un canot semi-rigide. En plus de ces principaux dispositifs, le navire dispose de plusieurs radeaux de sauvetage à coffre s'ouvrant automatiquement au contact de l'eau. Le navire est doté de deux propulseurs d'étrave facilitant les manœuvres d'accostage et d'appareillage ainsi que d'un propulseur arrière et de stabilisateurs anti-roulis. Il est également équipé d'une coque brise-glace classée 1 A Super.

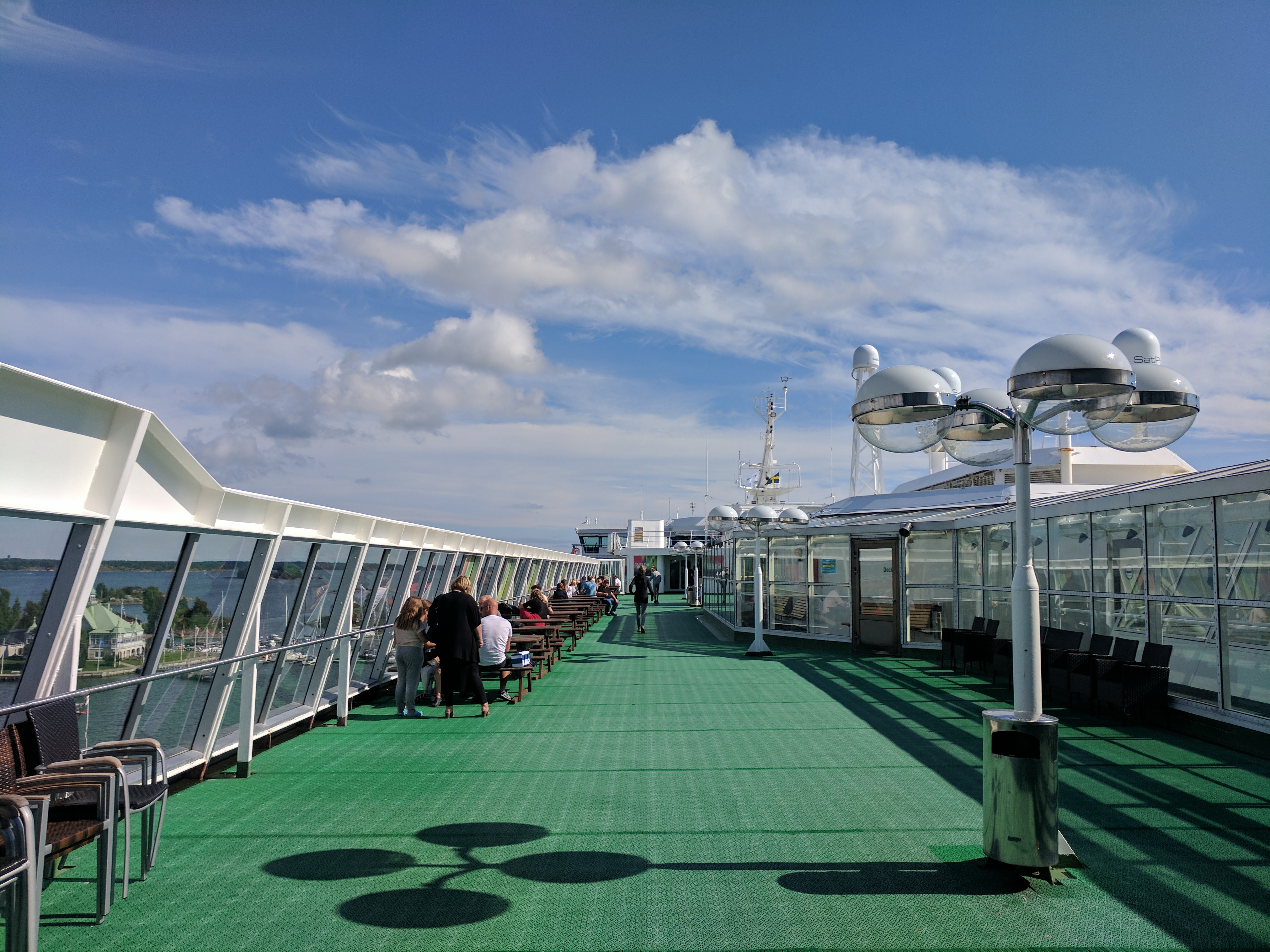
Ponts extérieurs abrités du vent.
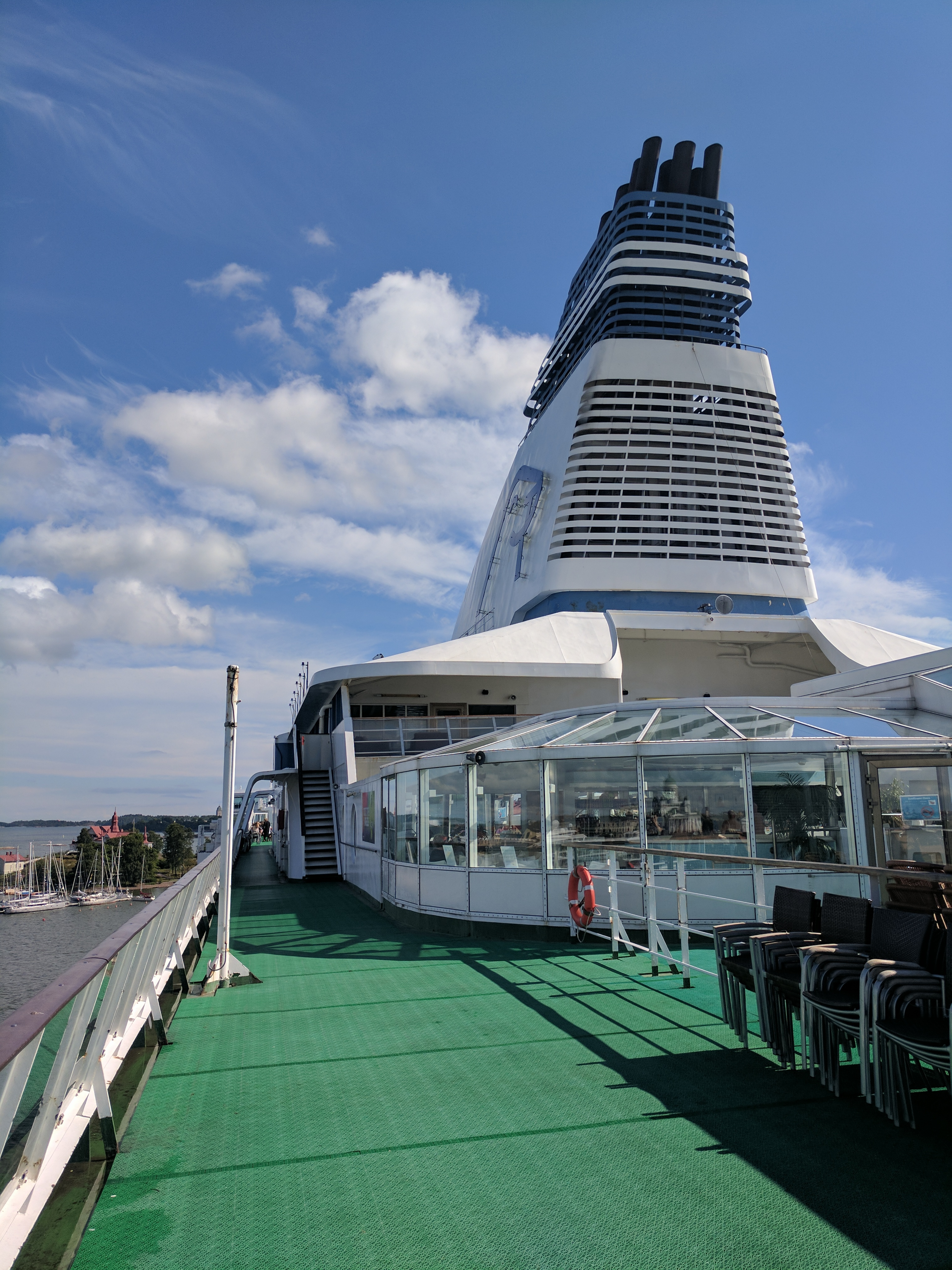
Cheminée unique.
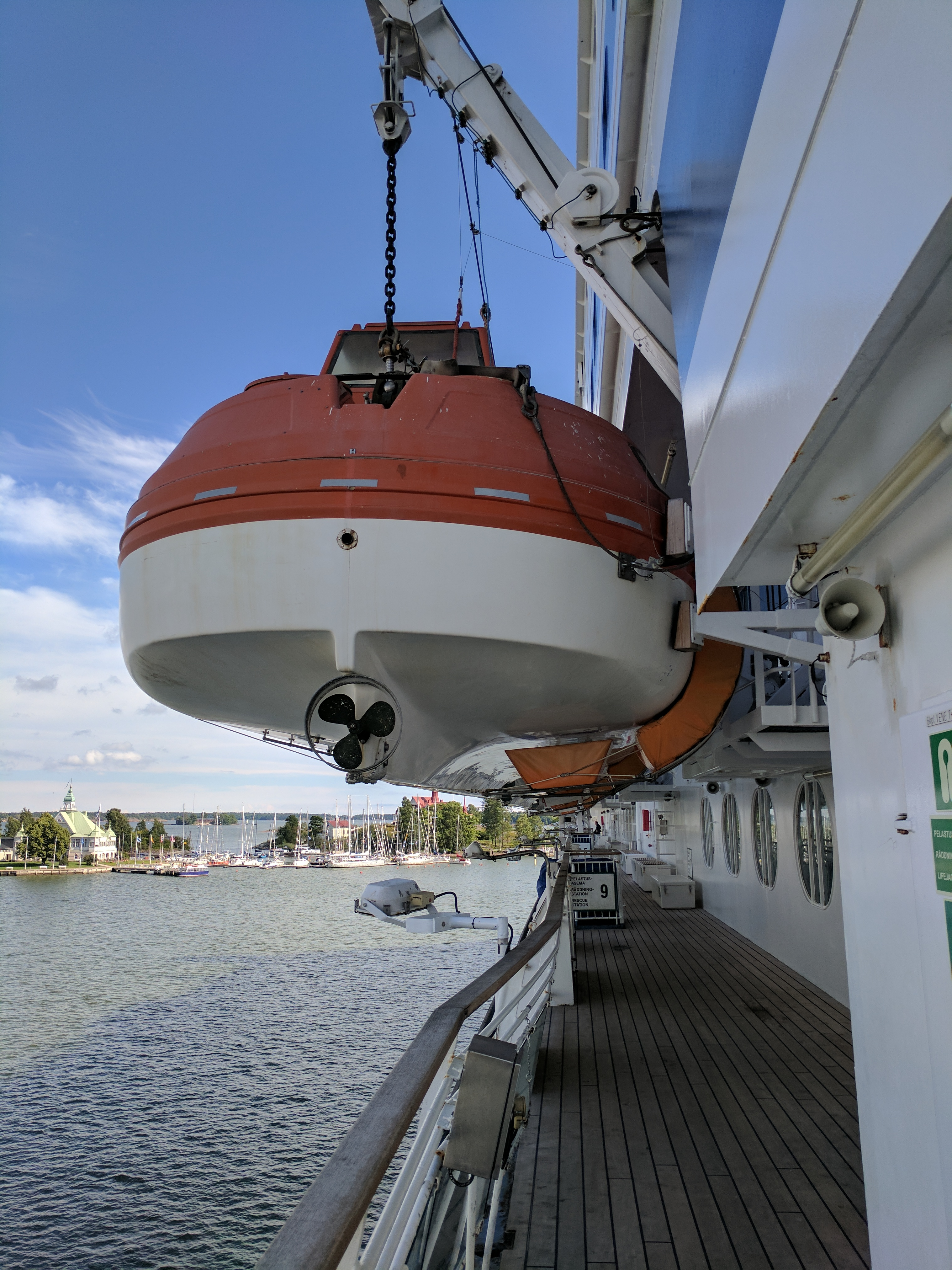
Espace extérieur pont 7 et dispositifs de sécurité.

## Lignes desservies
Depuis sa mise en service, le Silja Serenade est essentiellement affecté à la liaison entre la Finlande et la Suède sur la ligne Helsinki - Stockholm qu'il effectue en traversée de nuit. Depuis 1999, une escale est effectuée à Mariehamn, située sur le territoire autonome d'Åland afin de permettre entre autres aux passagers de bénéficier de tarifs détaxés dans les boutiques du bord. 
Entre 1993 et 1995, le navire a brièvement navigué entre Turku, Mariehamn et Stockholm avant de finalement revenir sur son itinéraire d'origine.
Dans le contexte de la pandémie de Covid-19, le navire a exceptionnellement navigué entre la Finlande et la Lettonie sur la ligne Helsinki - Riga durant l'été 2020.